# Жизнь на Мэйпл-Драйв (фильм)
«Жизнь на Мейпл-драйв» — американский драматический фильм 1992 года, полностью снятый  в Лос-Анджелесе  Джеймсом Даффом и режиссёром Кеном Олином. В фильме снимались Джеймс Сиккинг, Биби Беш, Уильям Макнамара, Джейн Брук, Дэвид Байрон, Лори Лафлин и Джим Керри. Премьера состоялась 16 марта 1992 года на телеканале Fox и была номинирована на премию «Эмми Прайм-тайм» за выдающийся телефильм. Рекламный слоган фильма гласил: «Они живут во лжи под названием „Идеальная американская семья“». 

## Оценки
Entertainment Weekly сказал, что фильм «делает все возможное, чтобы привлечь вас простым реализмом, который допускает усложнение, двойственность и другие хорошие вещи…но кое-что в Maple Drive слишком психологически трогательно, и его нежный финал звучит фальшиво». Они оценили фильм на «А».[2] В обзоре Deseret News говорилось: «Актерская игра превосходна. Керри и Лафлин — это откровения, выходящие за рамки комедийных форм, которые они заполняют в еженедельных сериалах….и большая заслуга в успехе „Мэйпл Драйв“ принадлежит режиссёру Кену Олину…который выбирает несколько интригующих ракурсов съемки и необычные декорации, которые используются для хорошего эффекта».
The Hartford Courant сказал, что фильм «заканчивается на не очень приятной ноте, проблемы остаются нерешенными, а важные отношения висят на волоске — совсем как в реальной жизни. Или просто как начало новой серии. В любом случае. Это работает». Tampa Bay Times похвалила фильм как «визуально захватывающий», реалистичный диалог и «естественную игру актёров».
Историк Стивен Тропиано написал в своей книге, что в течение первых 85 минут фильма Фил является «деспотичным монстром, поэтому трудно принять его превращение в несколько рациональную, успокаивающую силу в последние десять минут». Кроме того, он сказал, что, хотя фильм заканчивается «на тихой, обнадеживающей ноте, после 95 минут „штурма и дранга“ все завязано слишком аккуратно и слишком быстро».